# Пісняр-лісовик багамаський
Пісняр-лісовик багамаський (Setophaga flavescens) — вид горобцеподібних птахів родини піснярових (Parulidae). Ендемік Багамських островів.

## Поширення
Вид мешкає у соснових лісах на островах Великий Багама, Малий Абако та Великий Абако.

## Спосіб життя
Комахоїдний птах. Шукає поживу серед соснових голок у верхніх гілках соснового лісу, іноді спускаючись, щоб знайти їжу в чагарниках підліску. Він також використовує свій довгий дзьоб, щоб досліджувати кору стовбурів дерев у пошуках комах.